# Więzadło górne młoteczka

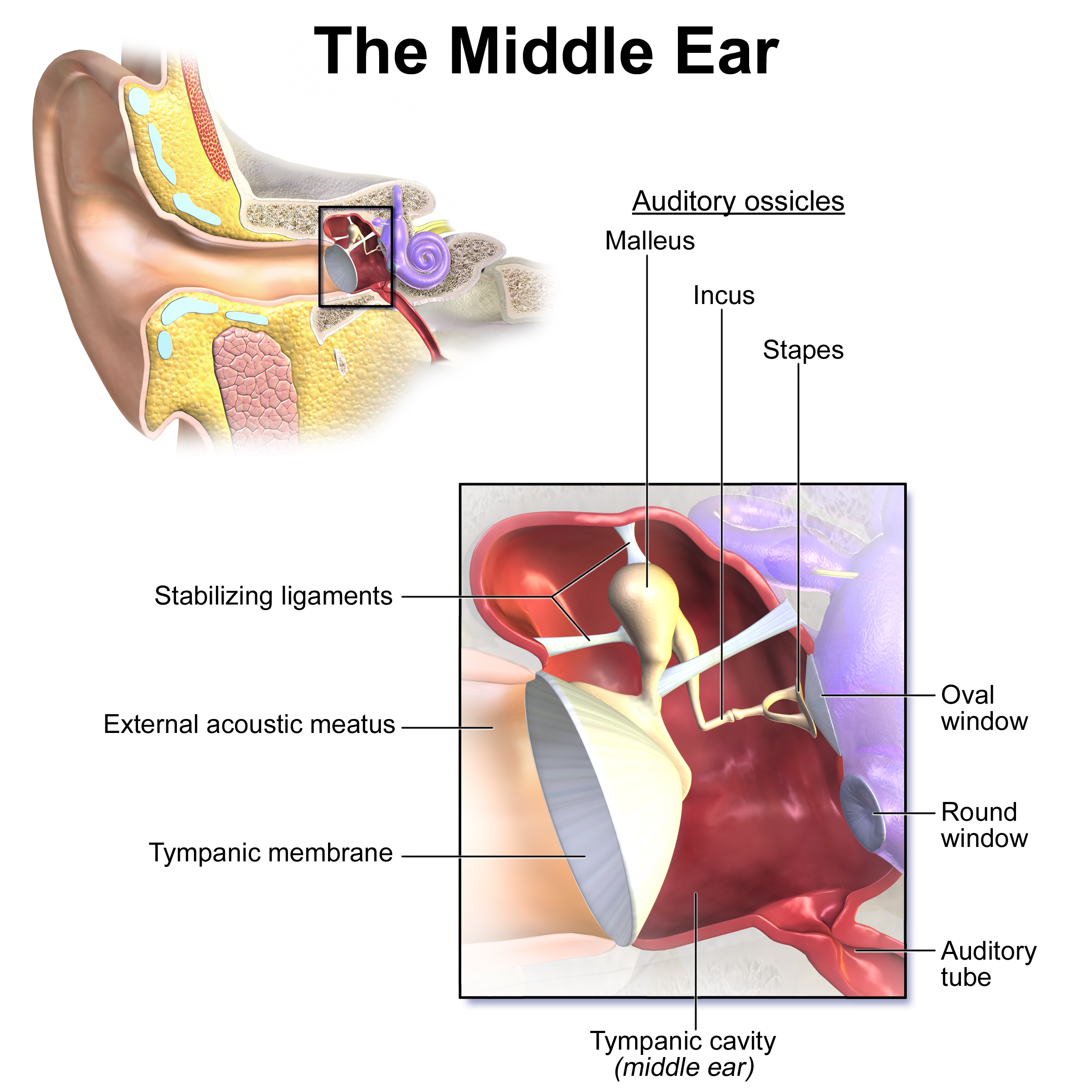
Ucho środkowe człowieka. Widoczne więzadła młoteczka.

Więzadło górne młoteczka (łac. ligamentum mallei superius) – w anatomii człowieka jedno z więzadeł łączących kosteczki słuchowe ze ścianami jamy bębenkowej, jedno z trzech więzadeł młoteczka, bardzo zmienne. Zaczyna się na stropie zachyłku nadbębenkowego jamy bębenkowej, kończy się na szczycie głowy młoteczka.